# Aniba megaphylla
Aniba megaphylla är en lagerväxtart som beskrevs av Carl Christian Mez. Aniba megaphylla ingår i släktet Aniba och familjen lagerväxter. Inga underarter finns listade i Catalogue of Life.